# Ärztinnen
Ärztinnen ist ein Drama von Rolf Hochhuth aus dem Jahr 1979. Es behandelt fahrlässige Praktiken in der pharmazeutischen Forschung und hinterfragt das Verantwortungsbewusstsein in der Pharmaindustrie tätiger Mediziner. Die Uraufführung fand unter der Regie von Jürgen Bosse am 9. November 1980 im Nationaltheater Mannheim statt.

## Inhalt

### 1. Akt
Die ältere Ärztin Lydia Kowalenko ist Angestellte bei einem Pharmakonzern und erforscht die Wirkung neuer Medikamente. Ihre Tochter Katia Michelsberg, Ärztin in einem Krankenhaus, weist Kritik an den Methoden zur Entwicklung neuer Medikamente oder Heilungsmethoden zurück und rechtfertigt fahrlässiges Verhalten von Ärzten mit dem Nutzen, den diese Methoden brächten. Dabei wird sie oft von ihrem Sohn Tom kritisiert. Als Lydia von ihrem Vorgesetzten Böblinger beauftragt wird, die Schuld ihrer Firma am Tod dreier Menschen abzustreiten, verspricht sie sich und bietet ihre Kündigung an. Darauf hat ihr Vorgesetzter schon lange gehofft, da er ihre Integrität nicht schätzt und den Profit der Firma über das Leben stellt.

### 2. Akt
Lydia verliert ihren Job und räumt freiwillig ihre teure Wohnung. Bei dieser Gelegenheit treffen sich Katia und ihr Noch-Ehemann Werner, ebenfalls Mediziner, bei Lydia, und im Streit wirft er Katia vor, sie habe Schocklungenpatienten durch die verbotene Entnahme von Gewebe getötet, weil sie und ihr Chef durch Grundlagenforschung berühmt werden wollten. Katia gibt zu, die Lungen ihrer Schocklungenpatienten punktiert zu haben, meint aber, diese wären ohnehin gestorben und hätten auf diese Weise vor ihrem Tod noch neue wissenschaftliche Erkenntnisse erbringen können. Als Tom hinzukommt, stellt sich heraus, dass er im Supermarkt unter anderem eine Flasche Cognac gestohlen hat. Außerdem erscheint Doktor Riemenschild, Katias Vorgesetzter und verheirateter Liebhaber, von dem Katia sich erhofft, er könne ihrer Mutter eine neue Stelle verschaffen. Tatsächlich gelingt Riemenschild dies. Er teilt Katia zudem mit, dass er und sie aufgrund der verbotenen Entnahme von Schocklungengewebe mit einer Anzeige zu rechnen haben.

### 3. Akt
Die beiden Pathologiemitarbeiter Herr Wild, ein erfahrener Mitarbeiter, und Herr Ratzinger, der den ersten Tag dort tätig ist, bereiten die Leiche einer jungen Frau für die Beerdigung vor. Zuvor entnehmen sie jedoch sämtliche Innereien, da diese zur Klärung der Todesumstände benötigt werden. Herr Ratzinger ist entsetzt über die Praktiken Wilds. Katia, Riemenschild, der Rechtsanwalt Bitterim, die Gutachterin Dr. Planner und Katias Noch-Ehemann Werner, der die nunmehrige Tote nach ihrem Unfall erstversorgt hatte, treffen einander und halten die letzten Stunden der Toten im Krankenhaus fest, um gemäß den gesetzlichen Vorschriften die Geschehnisse zu dokumentieren. Riemenschild und Katia wehren sich gegen alle Vorwürfe, und er gesteht ihr, dass gegen ihn aufgrund seiner Parteizugehörigkeit keine Anklage erhoben würde und er ihr nicht helfen könne. Folglich wendet sich Katia von ihm ab. Ihre Liebesbeziehung findet ein jähes Ende.

### 4. Akt
Sämtliche wichtigen Ärzte treffen einander bei einem Kongress in Schweden, darunter auch Lydia, Katia, Böblinger, Riemenschild sowie der 17-jährige Tom. Böblinger, Lydias Ex-Chef, ist ebenfalls anwesend und teilt ihr mit, dass er Lydias nunmehrigen Arbeitgeber aufgekauft hat und damit erneut zu ihrem Chef wird, was Lydia wenig begeistert. Tom, der hätte fliegen sollen, klaut ein Motorrad, fährt damit nach Schweden und wird von seiner Mutter scharf dafür gerügt. In Schweden trifft Lydia Professor Johanson und besticht ihn, damit dieser ihrem Unternehmen bei einer wichtigen Forschungsangelegenheit weiterhilft. Riemenschild gelingt es unterdessen, die Verantwortung auf die Klinik abzuwälzen; dadurch lebt seine Liebesbeziehung mit Katia wieder auf.

### 5. Akt
Tom hat mit seiner Klasse in Österreich einen Busunfall, bei dem mehrere Personen sterben. Im Krankenhaus erhalten einige echtes Blut, während eine andere Gruppe von Schülern ein künstliches Blutpräparat erhält. Die Gruppe mit dem synthetischen Blut, darunter auch Tom, fällt ins Koma. Einer nach dem anderen stirbt. Lydia, Katia und Werner sind im Krankenhaus und werfen dem Arzt vor, er missbrauche die Jungen zu Versuchszwecken und führe zur Erforschung des Kunstblutes den Tod Toms und seiner Schulkollegen herbei. Lydia gelangt zu dem Schluss, Tom künstlich zu beatmen habe keinen Sinn. Er solle lieber sterben.

## Personen
Katia Michelsberg ist eine fleißige, zielstrebige Ärztin und eine sehr engagierte Forscherin. Sie befolgt alle Anweisungen Riemenschilds, ohne sie zu hinterfragen. Als eine Patientin stirbt, weil Katia den einzigen intakten Lungenflügel punktiert, streitet sie jede Verantwortung am Tod der jungen Frau ab. Auf der anderen Seite versteht sie auch nicht, warum der österreichische Arzt Toms Leben riskiert, um neue Forschungsergebnisse zu gewinnen. Selbst als sie das Schicksal so schwer trifft, hinterfragt sie ihre eigenen Taten nicht.
Lydia Kowalenko ist ebenfalls eine ausgezeichnete Ärztin, zeigt aber mehr moralische Integrität. Als sie bei ihrem Konzern das Verschulden für den Tod dreier Erkrankter erkennt, weil ein Impfstoff verunreinigt war, möchte sie, dass der Konzern den Angehörigen zumindest Schadenersatz zahlt und den Impfstoff für weitere Tests zurücknimmt. Dies lehnt ihr Vorgesetzter Böblinger ab, der vor allem Erfolg und Prestige der Firma im Auge hat.
Paul Riemenschild ist Chef der Chirurgieabteilung des Krankenhauses, in dem Katia arbeitet. Er möchte Professor werden und ist bereit, mit allen Mitteln für dieses Ziel einzutreten. Dabei kümmert er sich nicht besonders um das Wohlergehen seiner Patienten, sondern ist in erster Linie daran interessiert, neue Forschungsresultate generieren und publizieren zu können.

## Kontext und Aussage
Das Stück hinterfragt die Bereitschaft einzelner Forscher in der pharmazeutischen Industrie, für die Gewinnung neuer Erkenntnisse und die Entwicklung neuer Präparate den Tod einzelner Patienten billigend in Kauf zu nehmen oder diesen gar unmittelbar herbeizuführen. In Bezug auf die Motivation und das kritische Bewusstsein einzelner Handlungsträger zeigen sich vielfältige Schattierungen und Diskrepanzen: Katia kritisiert am österreichischen Arzt, er opfere ihren Sohn nur, um neue Forschungsergebnisse zu erhalten, beachtet jedoch nicht, dass sie mehreren Patienten gegenüber zuvor ähnlich verfahren ist, ohne Reue zu zeigen oder dies zu hinterfragen.

## Verfilmung
Das Schauspiel wurde 1983 unter der Regie Horst Seemanns bei der DEFA verfilmt. Koproduzenten waren die West-Berliner Manfred Durniok Filmproduktion, Sveriges Television und Monopolfilm Zürich. Zu den Darstellern zählten Judy Winter, Inge Keller und Walter Reyer. Die ostdeutsche Presse lobte den Film ostentativ und betonte, dass es sich bei den dargestellten Missständen, den Machenschaften westdeutscher Chemiekonzerne, nicht um eigene Probleme handele. Die „Zeit“ berichtete, „Ärztinnen“ solle auch auf der Berlinale gezeigt werden: „‚Der Film ist es sicher wert, er ist gut gemacht,‘ meinte ein junger Ost-Berliner. ‚Ich verstehe nur nicht, warum wir da Filme zeigen müssen, die die Probleme der Westdeutschen behandeln. Als ob wir selbst keine hätten.‘“ Bei dem Berlinale-Publikum kam die Verfilmung nicht sonderlich gut an.

## Hörspielbearbeitung
1984 entstand beim ORF Oberösterreich eine gut 106-minütige Hörspielfassung, ebenfalls unter dem Titel Ärztinnen. Die Erstsendung fand am 25. Februar 1984 statt.
Unter der Regie von Ferry Bauer sprachen u. a. Else Ludwig (Katia), Heidemarie Hatheyer (Lydia), Michael Thomas (Thomas), Günther Sauer (Böblinger), Klaus Wildbolz (Werner) und Klausjürgen Wussow (Riemenschild).

## Ausgaben
- Taschenbuchausgabe, Rowohlt Verlag, 1986, ISBN 3-499-15703-9.